# Julián Schweizer
Julián Schweizer (nacido en 1997)  es un surfista uruguayo.
Hijo de Mariana y Alejandro Schweizer, a los 17 años parte hacia Costa Rica para entrenarse profesionalmente.
En 2019 se consagra obteniendo la medalla de plata en los Juegos Panamericanos de Lima, Perú, cayendo en la final ante el peruano Piccolo Clemente.